# Kotež
Kotež (en serbe cyrillique : Котеж) est un quartier de Belgrade, la capitale de la Serbie. Il est situé dans la municipalité de Palilula. En 2002, il comptait 7 287 habitants.

## Présentation
Kotež est situé dans la partie de la municipalité de Palilula située dans la région du Banat serbe, sur la rive septentrionale du canal Kalovita. Le quartier est également bordé au nord par le quartier de Dunavski Venac, à l'est par les quartiers de Krnjača et de Blok Sutjeska et, au sud-est, par le quartier de Partizanski Blok.
Au départ, il était considéré comme une extension de Krnjača, dont il fit officiellement partie jusqu'en 1971, au moment où Krnjača perdit son statut de localité séparée et fut intégrée dans la ville de Belgrade proprement dite. Il a été construit à l'ouest du Zrenjaninski put, la route qui relie Belgrade à Zrenjanin. Au fur et à mesure de son développement, Kotež a formé une zone urbaine continue avec Krnjača et la ville de Borča, au nord.
Construit sur des terrains vierges de toute habitation, le quartier a été conçu pour prendre la forme d'un octogone parfait. En revanche, depuis les années 1980, il a débordé sa forme géométrique originelle.
Le secteur est entièrement résidentiel, sans installations industrielles et avec très peu de commerces.

## Éducation et culture
L'école Vasa Pelagić de Kotež dispose aussi d'une antenne à Ovča. La bibliothèque Milutin Bojić, la bibliothèque centrale de la municipalité de Palilula, possède aussi une antenne dans le quartier, située 5 rue Trajka Grkovića.
Au début des années 2000, Kotež est devenu célèbre dans toute la Serbie, en raison de sa vivante scène hip-hop, avec des groupes comme Prti Bee Gee, Bad Copy, Bitcharke na travi et des artistes solos comme Ajs Nigrutin et Timjah.

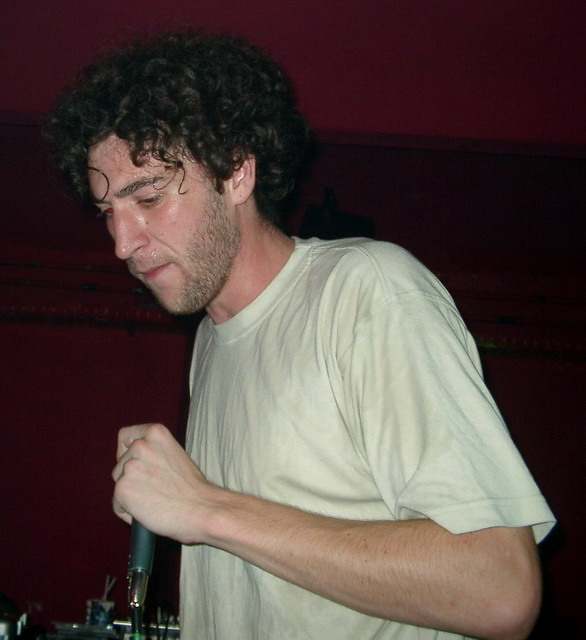
Ajs Nigrutin, en 2003

## Transport
Kotež sert de terminus à la ligne 43 (Trg Republike – Kotež) de la société GSP Beograd, qui conduit au centre de la capitale serbe.